# Іванчани
Іванча́ни —село в Україні, у Збаразькій міській громаді Тернопільської області. Розташоване на річці Гніздечна, на півночі району. До 2020 центр сільради, якій було підпорядковане село Мала Березовиця.
У 1953 році до Іванчан приєднано село Зарічне (Курники).
Населення — 695 осіб (2001).

## Історія
Поблизу Іванчан знайдено римську монету.
Перша писемна згадка - 9 липня 1463 року. У Луцьку три брати – Василь, Семен і Солтан Васильовичі, «отчині і дідичі Збаразькі» (сини князя Василя Федоровича Несвізького) офіційно поділили батьківські маєтки. У цьому документі перераховано переважно більшість сіл, що відійшли князям.
Зокрема, Семену Васильовичу – містечко Колодно і села Добриводи, Іванчани, Новики, Олишківці, Гніздичне, Шимківці, Глубичок та інші села. Процитований документ зберігається в архіві князів Любартовичів Сангушків у Славуті (Archiwum książąt Lubartowiczow Sanguszkow w Sławucie. T.1 1366-1506. S.53).
1 листопада 1918 сотня озброєних чоловіків з Іванчан роззброїла етапну команду мадяр, яка перебувала тут після відходу російської армії, і прогнала її з села.
В дорадянський період діяли товариства «Просвіта», «Луг», «Рідна школа», хор, кооператива.
1 жовтня 1931 р. значна частина земель села передані селу Курники.
У 1939 році в селі Іванчани проживало 640 мешканців (550 українців, 10 поляків, 70 латинників, 10 євреїв), а в селі Курники Іванчанські — 830 мешканців (340 українців, 5 поляків, 475 латинників, 10 євреїв).
12 червня 2020 року, відповідно до Розпорядження Кабінету Міністрів України від  № 724-р «Про визначення адміністративних центрів та затвердження територій територіальних громад Тернопільської області», село увійшло до складу Збаразької міської громади.
19 липня 2020 року, в результаті адміністративно-територіальної реформи та ліквідації Збаразького району, село увійшло до складу новоутвореного Тернопільського району.

## Пам'ятки
- У центрі села на найвищому пагорбі стояла стара дерев'яна  церква святого Івана Хрестителя (час її побудови невідомий). На її місці в 1991 побудована громадою села нова мурована церква святого апостола Івана Богослова.
- Загальнозоологічний заказник місцевого значення Малоберезовицько-Іванчанський заказник.

## Пам'ятники
Споруджено пам'ятник полеглим у німецько-радянській війні воїнам-односельцям (1972).

## Соціальна сфера
Діють загальноосвітня школа І-ІІ ступенів, Будинок культури, бібліотека, ФАП, відділення зв'язку.

## Відомі люди

### Народилися
- Батько українського письменника Богдана Будника Андрій Будник.

### Поховані
- Калашников Іван Йосипович — український шашкіст і шахіст.

## Галерея

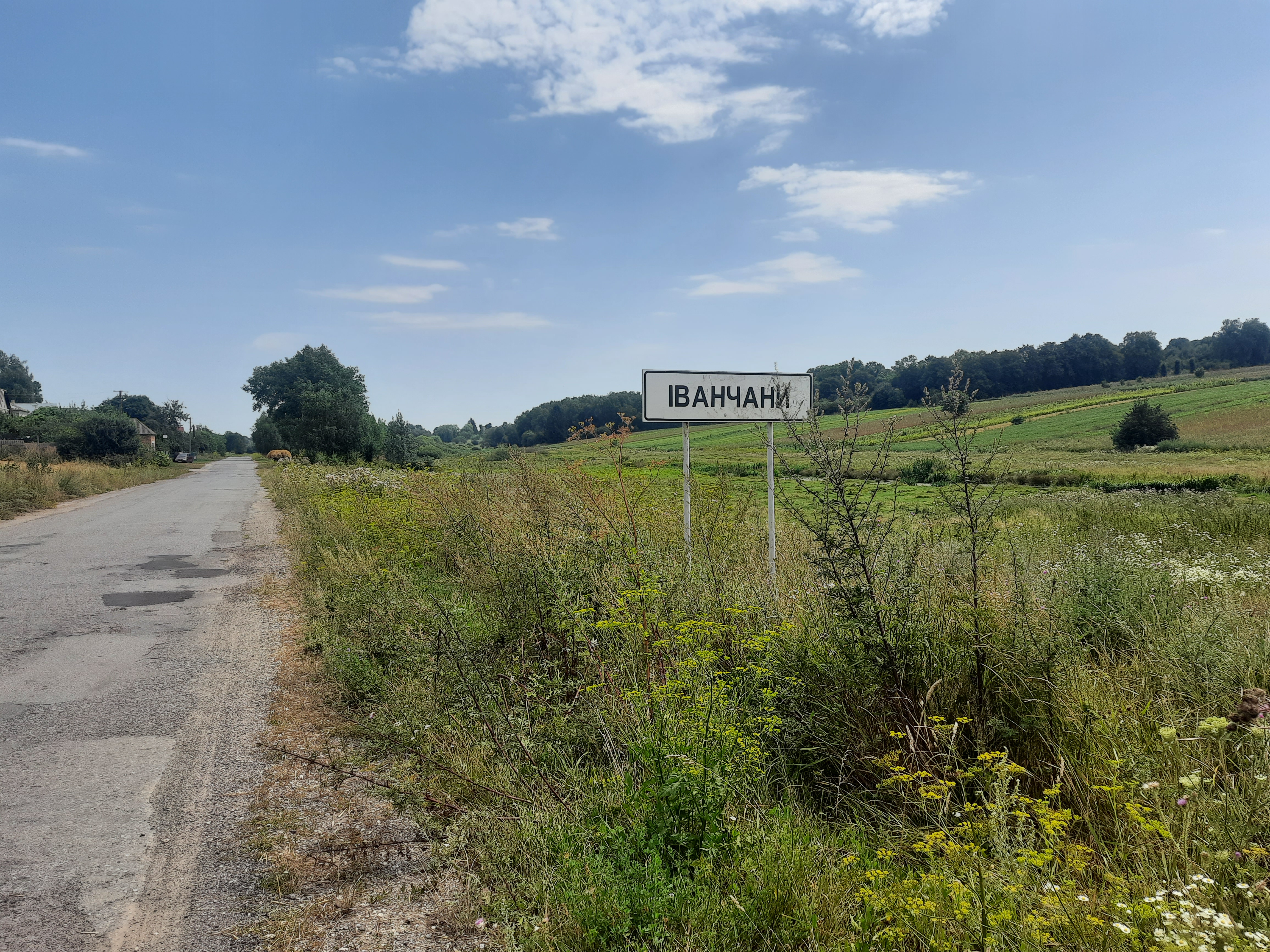
Дорожній знак при в'їзді в село
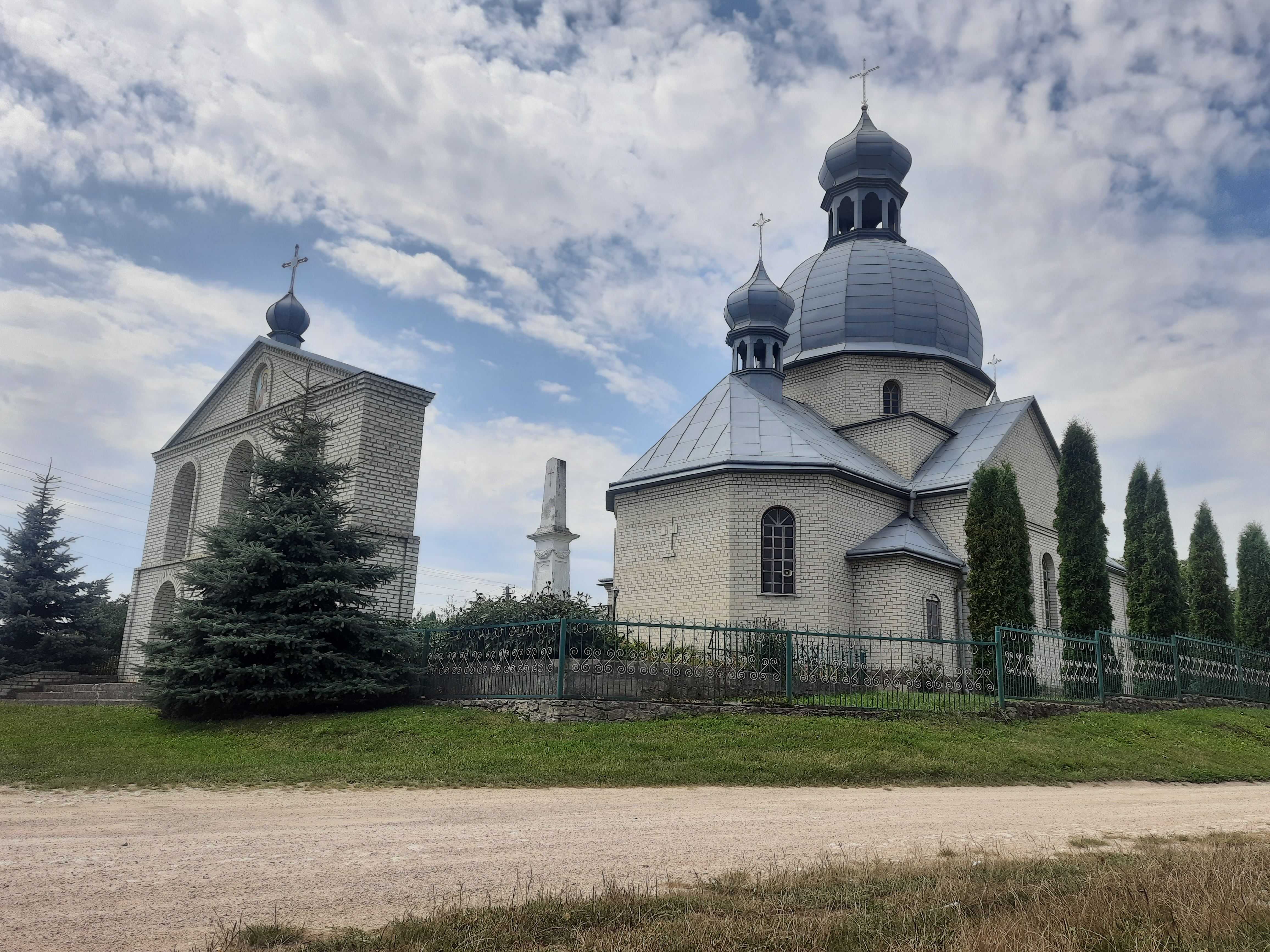
Церква Святого Апостола Івана Богослова
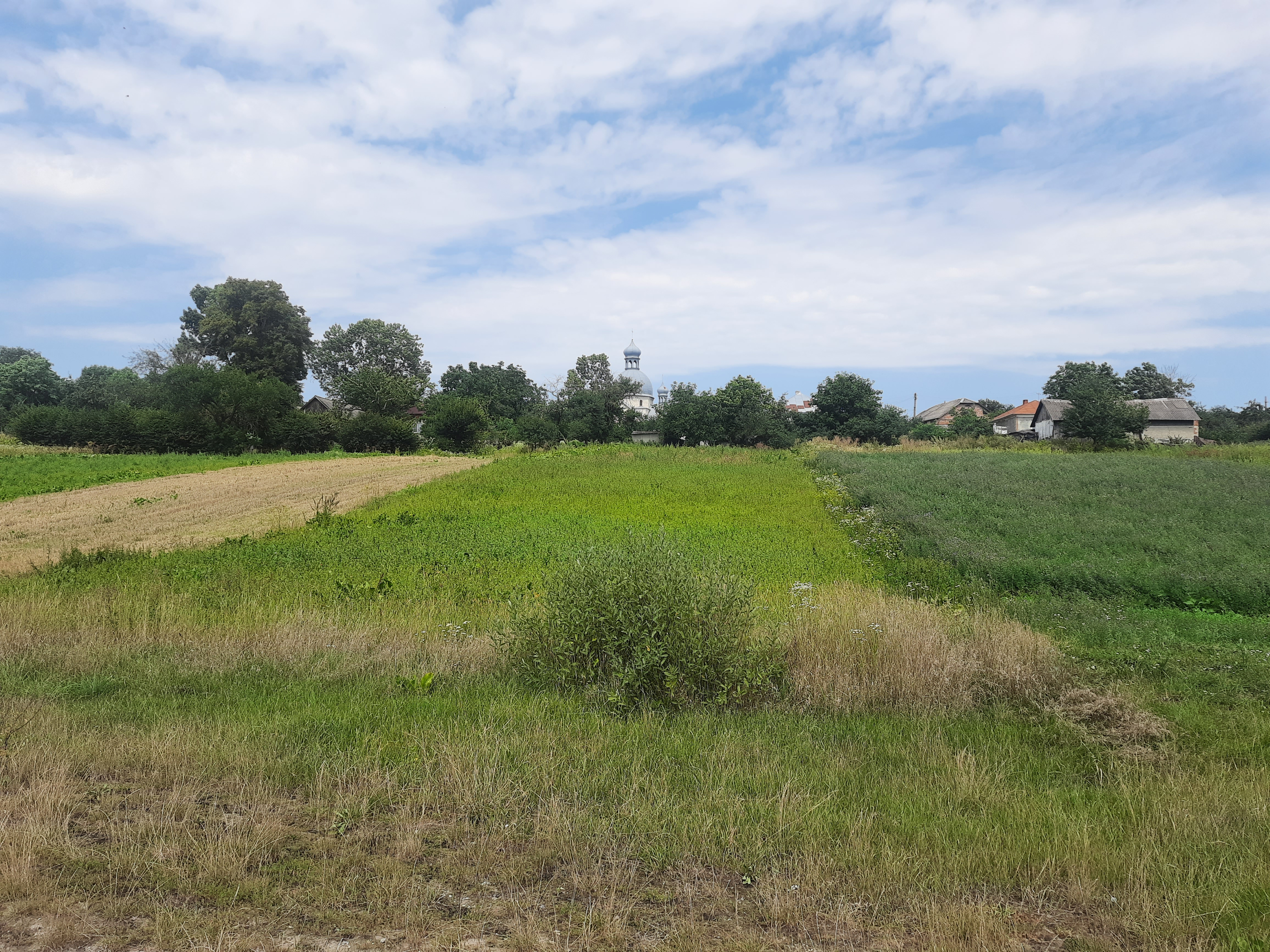
Сільський краєвид
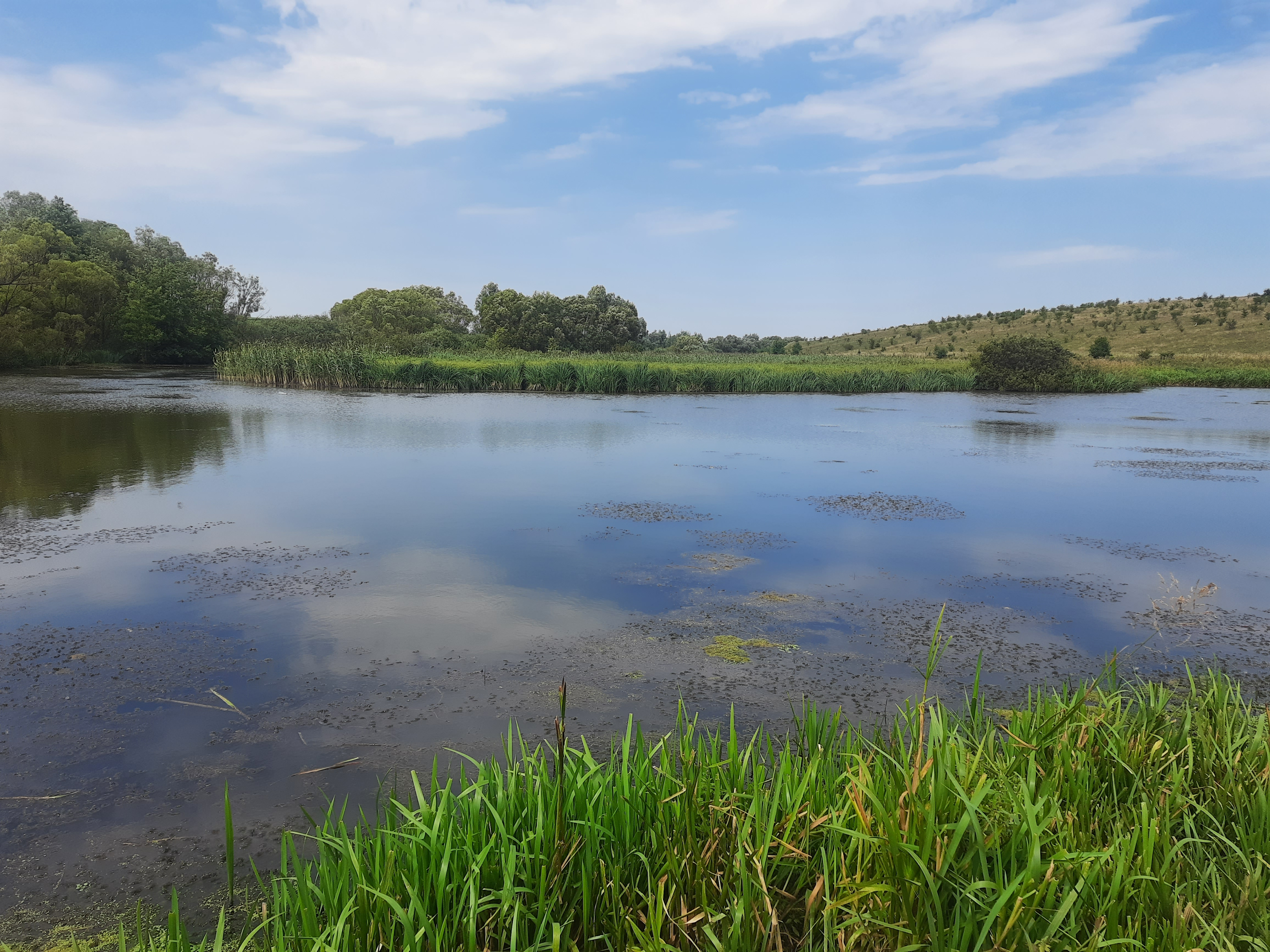
Став біля села
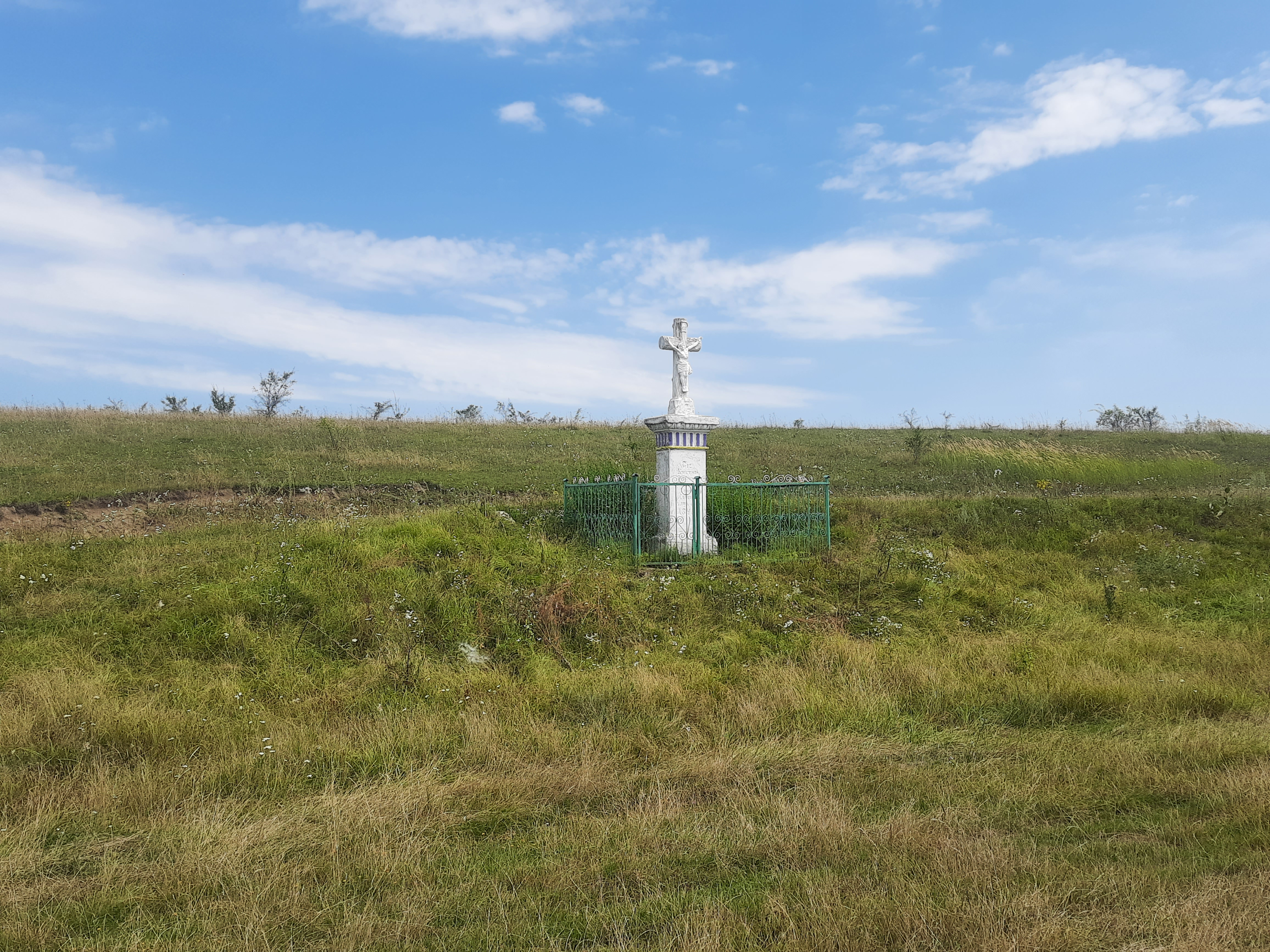
Пам'ятний хрест на околиці села